# Кайраклія
Кайраклі́я (рум. Cairaclia) — село в Тараклійському районі Молдови, утворює окрему комуну.
Поблизу села діє пункт пропуску на кордоні з Україною Кайраклія—Залізничне.

## Географія
Понад селом тече річка Сар-Яр.

## Історія
За даними 1859 року на болгарському хуторі Аккерманського повіту Бессарабської області мешкало 462 особи (259 чоловічої статі та 203 — жіночої), налічувалось 180 дворових господарств, існували православна церква.
Станом на 1886 рік у болгарській колонії Кубейської волості мешкало 686 осіб, налічувалось 124 дворових господарства, існували школа та 2 лавки.
За переписом 1897 року кількість мешканців зросла до 1144 осіб (546 чоловічої статі та 598 — жіночої), всі — православної віри.